# ギニア・カーボベルデ独立アフリカ党
ギニア・カーボベルデ独立アフリカ党（ギニア・カーボベルデどくりつアフリカとう、ポルトガル語: Partido Africano da Independência da Guiné e Cabo Verde, PAIGC）はギニアビサウの政党である。ポルトガルが西アフリカに領有していた旧植民地である、ギニアビサウおよびカーボベルデの独立に主導的な役割を果たした。社会主義インターナショナルに加盟している。
2023年の総選挙において、国会の102議席中54議席と最大議席数を獲得し、現在ギニアビサウで最大の政党となっている。2019年の大統領選挙では、党首のドミンゴス・シモーズ・ペレイラ（2014年から翌年まで首相）が立候補したが、マデムG15のウマロ・シソコ・エンバロ候補に決選投票の末敗北した。

## ギニアビサウ独立前
PAIGCは1956年にマルクス主義者であったアミルカル・カブラルによって結成され、ポルトガル領ギニアおよびカーボベルデ諸島植民地の独立の達成を目的としていた。
1950年代のポルトガル領ギニアは、ポルトガル本国とアンゴラ、モザンビークといったほかのアフリカ植民地とを結ぶ中継地として戦略的に重要な位置にはあったが、アフリカ植民地の中では最も貧しいところであった。
1959年、ビサウの港湾労働者に対してポルトガル軍が発砲し50人が殺害されたピジギリの虐殺が起こり、これにより、PAIGC主導によるポルトガル領ギニアでの民衆の独立運動が活発化した。しかし当時まだポルトガル政府は、これらの運動はPAIGCとは無関係と考えており、特別な鎮圧などは行わなかった。
1961年に、アフリカのポルトガル植民地の独立運動を展開する主要政党である、モザンビークのモザンビーク解放戦線(FRELIMO)、アンゴラのアンゴラ解放人民運動およびPAIGCが、ポルトガル植民地ナショナリスト組織協議会(Conferência das Organizações Nacionalistas das Colónias Portuguesas)を結成した。しばしば国際行事において、CONCP代表は、これら3政党の代弁をしている。
PAIGCは最初は穏健な活動団体で、当初の策は、植民地からのポルトガルの撤退を平和的に要求することであった。しかしこれに失敗し、PAIGCはより過激な独立運動を展開するようになった。
ポルトガルに対する武力衝突は1962年に、PAIGCのゲリラによるプライアの攻撃失敗という形で始まった。物流が困難な理由により、カーボベルデ諸島での武力衝突は回避され、ゲリラ活動はギニア地域に集中した。カーボベルデにおいてはPAIGCは秘密裏に活動していた。軍事的にほとんど無力となり、アミルカル・カブラルは、軍事力が整うまで、サボタージュによる抵抗運動をPAIGCを主要な作戦にするよう要請した。
1963年にカブラルはポルトガルに対して全面戦争を布告、1月23日にはチーテにあるポルトガルの基地で大規模な戦闘が行われた。北部地域でも襲撃が頻発、同じ月にはPAIGCだけではなくギニア国家独立戦線(FLING)によっても、フラクンダおよびブバの警察署が襲撃された。
冷戦構造が進む中で、PAIGCはソ連、キューバおよび中華人民共和国から武器の支援を受け、また、これらの国々はゲリラ兵士の訓練を受け入れた。
PAIGCは1964年に、解放されたカサカにおいて第一回の議会を実施した。PAIGCを政治的および軍事的に評価し、ゲリラ戦を担う人民革命軍(FARP)を再編した。
コモ島はPAIGCが占領しており、ポルトガル空軍のF-86セイバーによる空爆など、ポルトガル軍の反撃を受けて一番の激戦地となっていた。この戦争において、ポルトガルはPAIGCを過小評価しており、ポルトガル領ギニアに駐留していた戦闘機と軍隊をアンゴラとモザンビークの内戦のために派兵しており、PAIGCがギニアの統治を脅かす存在であるとポルトガル政府が気づいた時には、すでに手遅れであった。ポルトガルは戦争末期まで、PAIGCと民衆の関係の断絶を試みたり本格的に対ゲリラ策を講じたりせず、結果、ポルトガル軍が基地を遠く離れて行動することは非常に危険なこととなっていた。コモ島を失ったポルトガルは、陸海空軍の複合による奪還のためのトライデント作戦を実行した。PAIGCは果敢に抵抗、ポルトガル軍は多大な犠牲を払って巻き返した。71日間の戦闘と851回の出撃の後に、ポルトガル軍がコモ島を奪還した。しかし作戦の遂行によって軍は消耗しており、その2ヵ月後にはふたたびPAIGCによって占領されることとなった。
PAIGCが南部地方のカンタニェスとキタフィネ半島に新しく拠点を置いたため、ポルトガルにとってコモ島は戦略的重要性を失った。この地方の相当数のポルトガル軍がゲリラに包囲されることになった。
1967年までにPAIGCはポルトガル軍の駐屯地を147回攻撃し、ポルトガル領ギニアの領域の3分の2を支配していた。その翌年、アントニオ・デ・スピノラが新しく植民地総督として着任し、ポルトガルは新しい反ゲリラキャンペーンを展開した。スピノラは大規模な建設政策を進め、学校、病院、住宅地を建設し、通信、道路網を改善してギニアにおける大衆の人気回復を図った。
1970年にポルトガル空軍は、ベトナム戦争で米軍が使用したのと同様の兵器を使用するようになった。ゲリラを発見した際にはナパーム弾が使用され、見えない伏兵に対しては枯葉剤が用いられた。スピノラの就任により、戦争は転換期を迎えた。ポルトガル軍は戦闘に勝利し始め、また隣国ギニア共和国のコナクリ市を400の水陸両用部隊で攻撃し、PAIGCに捕らえられていた数百人のポルトガル人捕虜を解放した。
ソ連とキューバはナイジェリアを経由して更なる武器支援を行い、空爆用のイリューシンIl-14機も提供した。
1973年1月にはアミルカル・カブラルは不満を持つ仲間によって暗殺され、PAIGCに衝撃が吹き抜けることになる。1973年9月24日にギニアビサウの独立が一方的に宣言された。11月の国連総会では、ポルトガルによる不当な暴力と占有が弾劾され、完全な主権獲得と、ポルトガルによる承認に先立ち国連により独立が承認された。
ポルトガル領ギニアの戦況はポルトガル軍に有利に傾き始めたが、リスボンの政府は財政破綻の危機にあり、1974年のカーネーション革命の後、ポルトガル政府はPAIGCと交渉を持ち始め、9月10日に独立を承認、アミルカル・カブラルの弟のルイス・カブラルが初代大統領に就任した。
11年に及ぶ戦争にて1,875人のポルトガル兵と約6,000人のPAIGC兵が戦死した。

## 独立後
ギニアビサウの独立後、PAIGCはギニアビサウとカーボベルデにおける唯一の合法的政党となり、ルイス・カブラルがギニアビサウの大統領となった。PAIGCはギニアビサウとカーボベルデの統一を目指したが、1980年に、ジョアン・ヴィエイラ主導の軍事クーデターにより、カーボベルデ出身のカブラル大統領が失脚し、統一の計画は白紙となった。その結果、クーデター翌年の1981年にPAIGCのカーボベルデ支部は、カーボベルデ独立アフリカ党(PAICV)として分離した。
党の若者団体はアミルカル・カブラル青年団 (Juventude Africana Amilcar Cabral)とよばれ、女性団体はギニア女性民主連合(União Democrática das Mulheres da Guiné)と呼ばれる。

## 参考サイト
1. ↑  List of member parties of the Socialist International in Africa.社会主義インターナショナル 2009年11月3日閲覧。